# منتزعة الكبريت البسيطة
منتزعة الكبريت البسيطة (الاسم العلمي: Desulfovibrio simplex) هي نوع من البكتيريا، سلبية الغرام، تتبع جنس منتزعة الكبريت.